# Hamry (Plumlov)
Hamry je vesnice, část města Plumlov v okrese Prostějov. Založeny krátce před rokem 1590 blízko dolů na železnou rudu. Nachází se asi 3,5 km na západ od Plumlova. V roce 2009 zde bylo evidováno 123 adres. V roce 2001 zde trvale žilo 139 obyvatel.
Hamry je také název katastrálního území o rozloze 1,44 km2.

## Obyvatelstvo

### Struktura
Vývoj počtu obyvatel za celou obec i za jeho jednotlivé části uvádí tabulka níže, ve které se zobrazuje i příslušnost jednotlivých částí k obci či následné odtržení.
| Místní části   | Místní části | 1869 | 1880 | 1890 | 1900 | 1910 | 1921 | 1930 | 1950 | 1961 | 1970 | 1980 | 1991 | 2001 | 2011 |
| -------------- | ------------ | ---- | ---- | ---- | ---- | ---- | ---- | ---- | ---- | ---- | ---- | ---- | ---- | ---- | ---- |
| Počet obyvatel | část Hamry   | 250  | 285  | 311  | 332  | 322  | 325  | 337  | 279  | 314  | 290  | 227  | 164  | 139  | 127  |
| Počet domů     | část Hamry   | 29   | 43   | 46   | 51   | 56   | 58   | 71   | 95   | 80   | 79   | 70   | 79   | 84   | 85   |

## Přírodní poměry
Vesnicí protéká říčka Hloučela (Okluka), jenž napájí zdejší dva rybníky.
V katastru obce se nachází přírodní památka Hamerská stráň.

## Fotogalerie

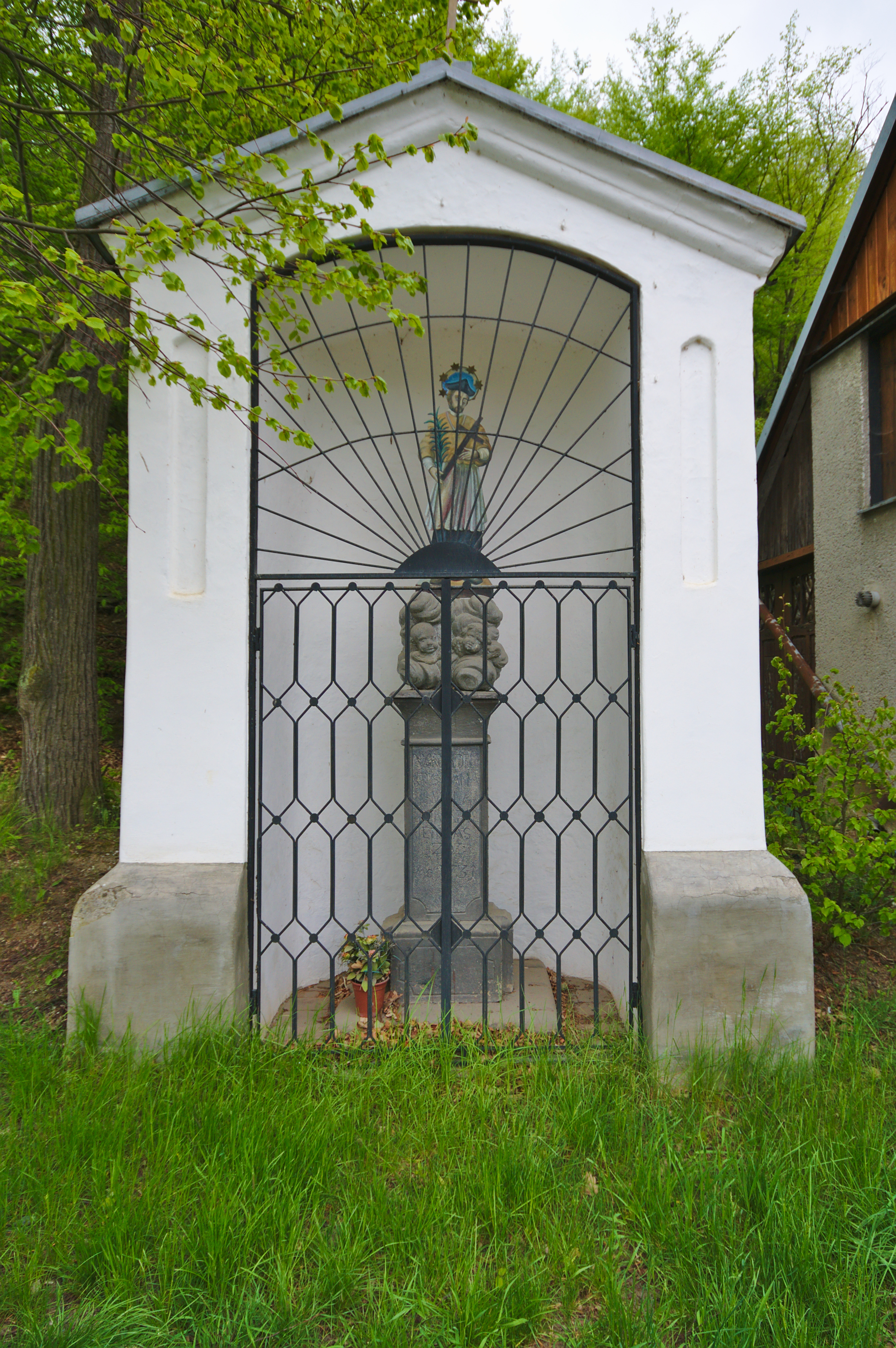
Výklenková kaplička svatého Jana Nepomuckého
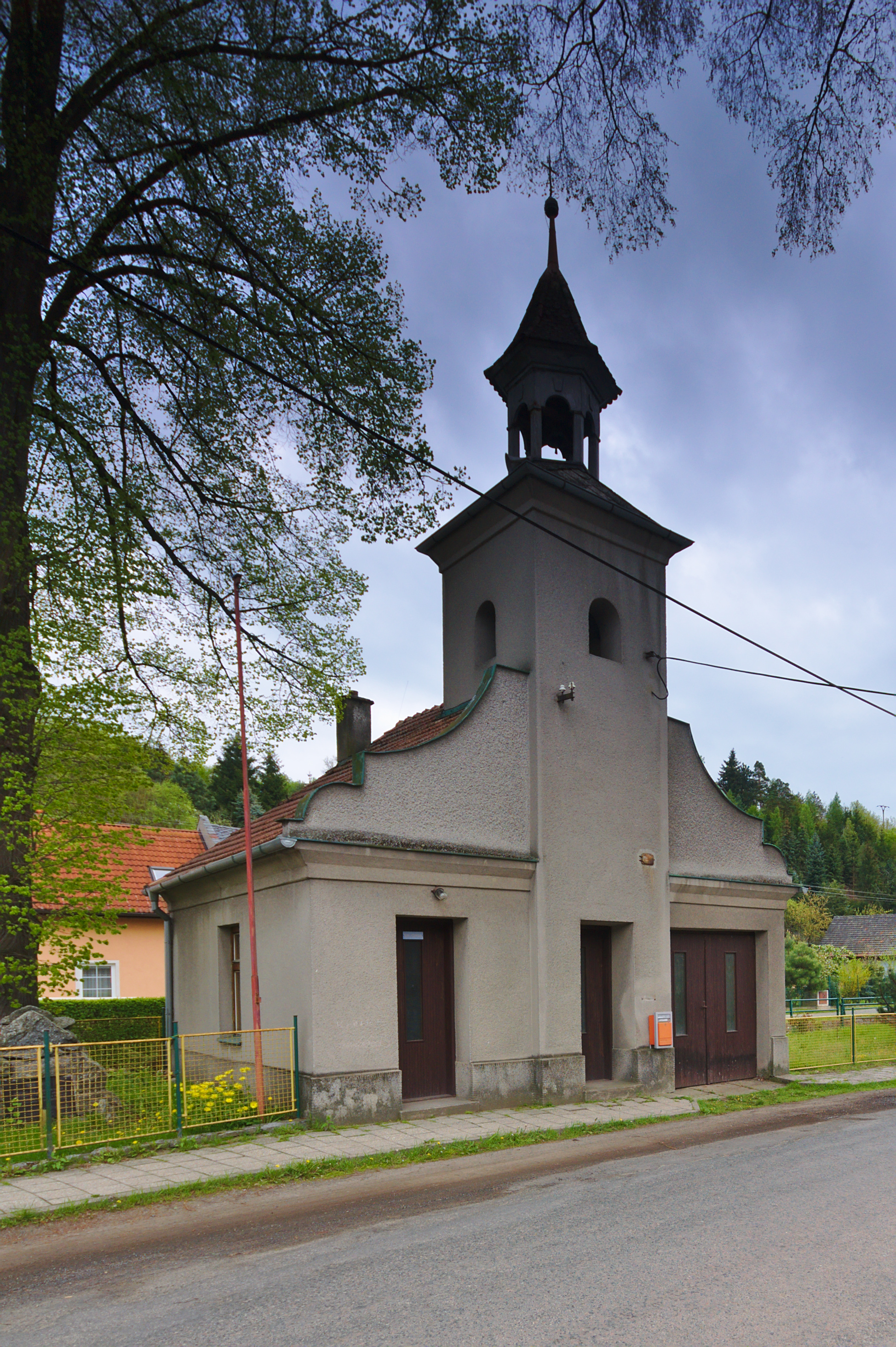
Kaple a hasičská zbrojnice
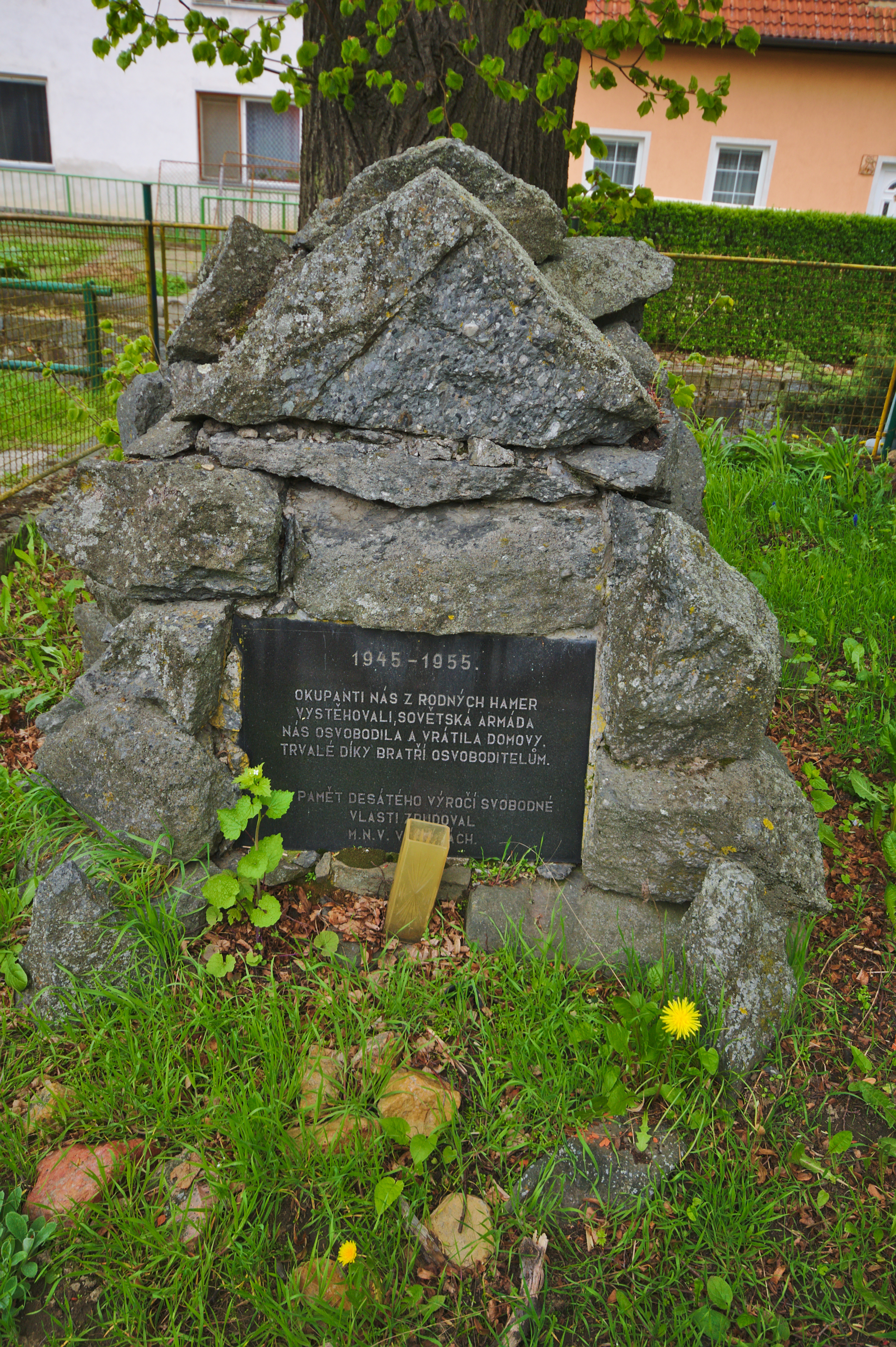
Památník osvobození Rudou armádou
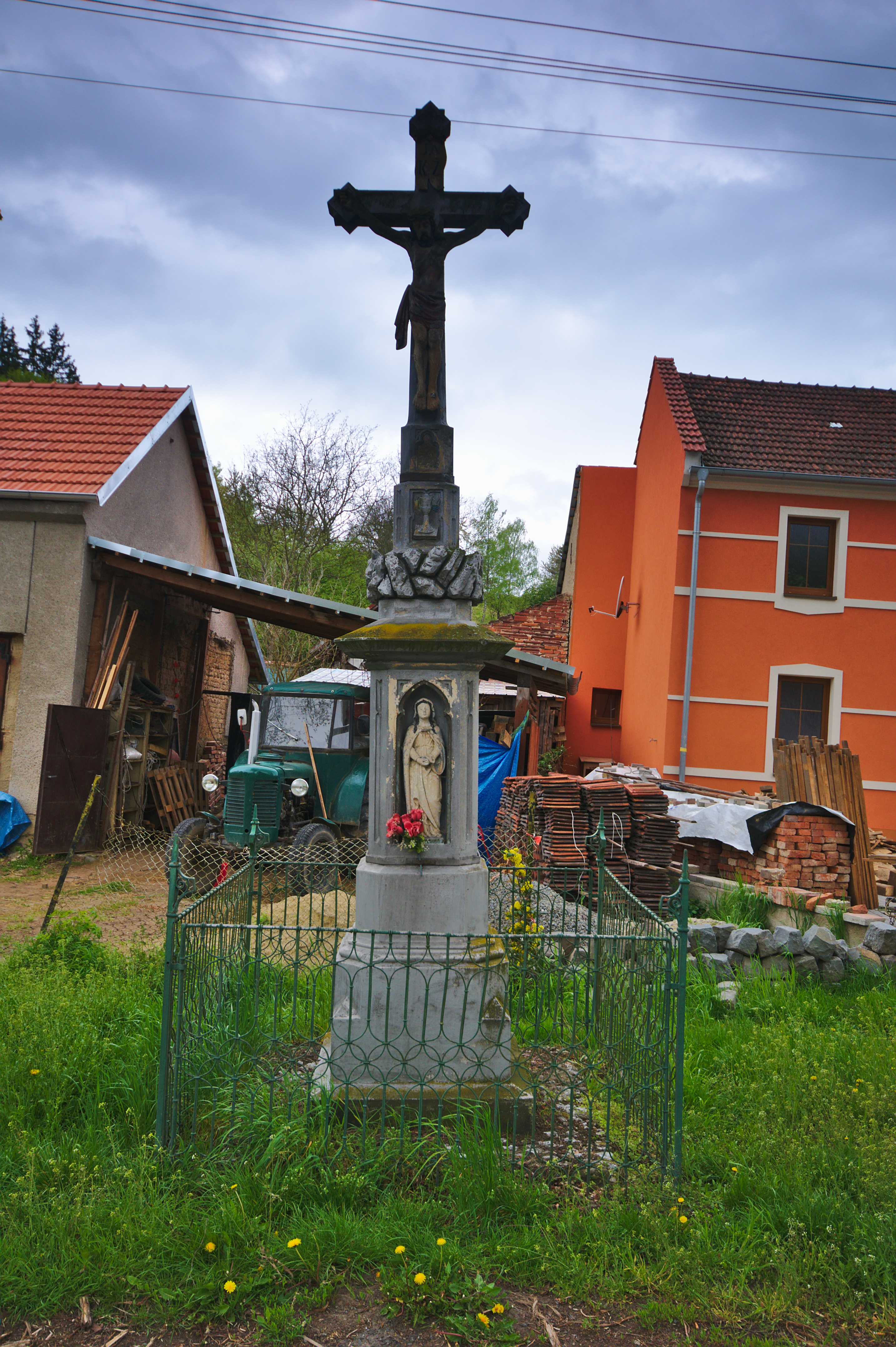
Kříž naproti kapli
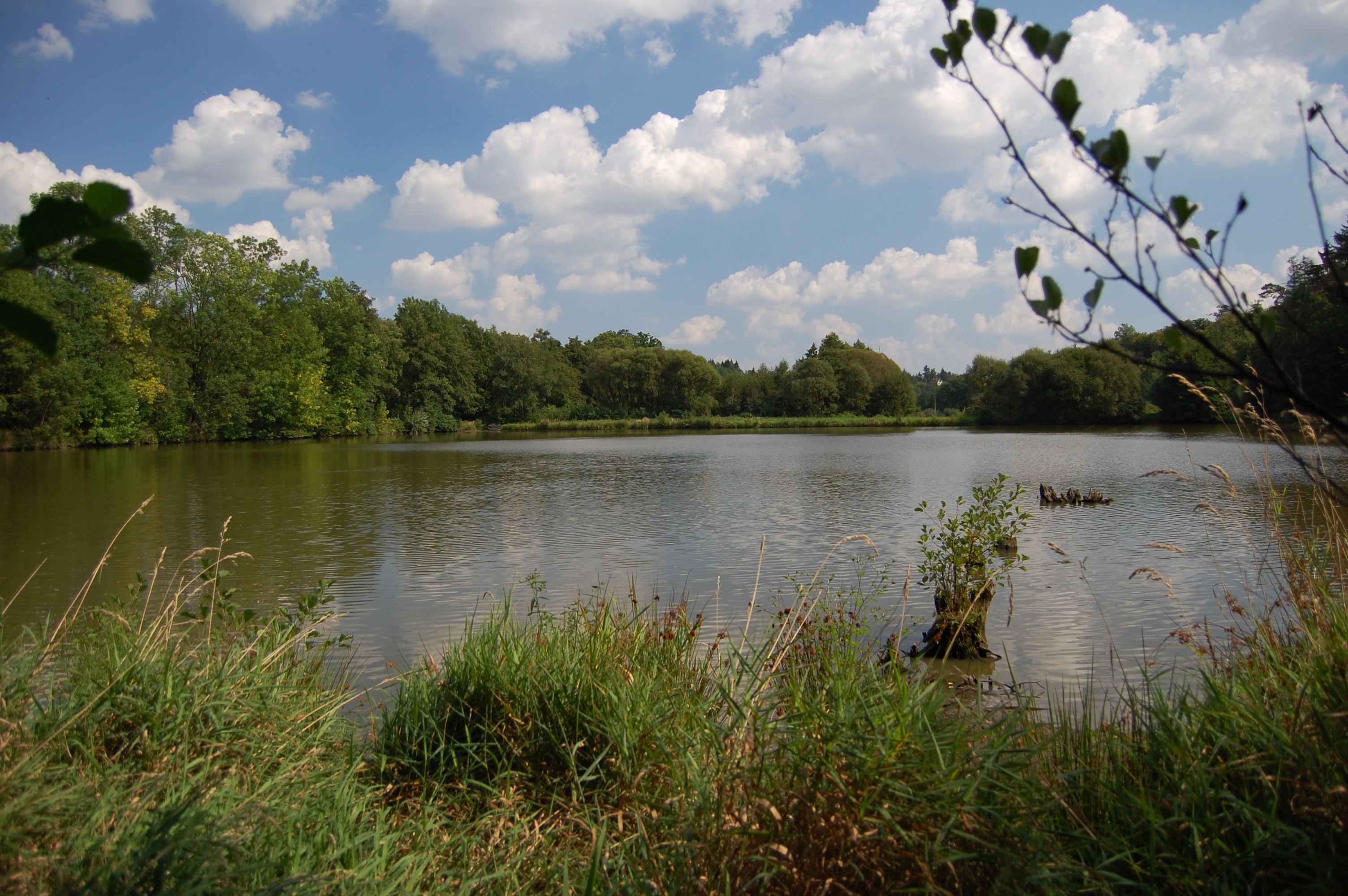
Rybník v Hamrech
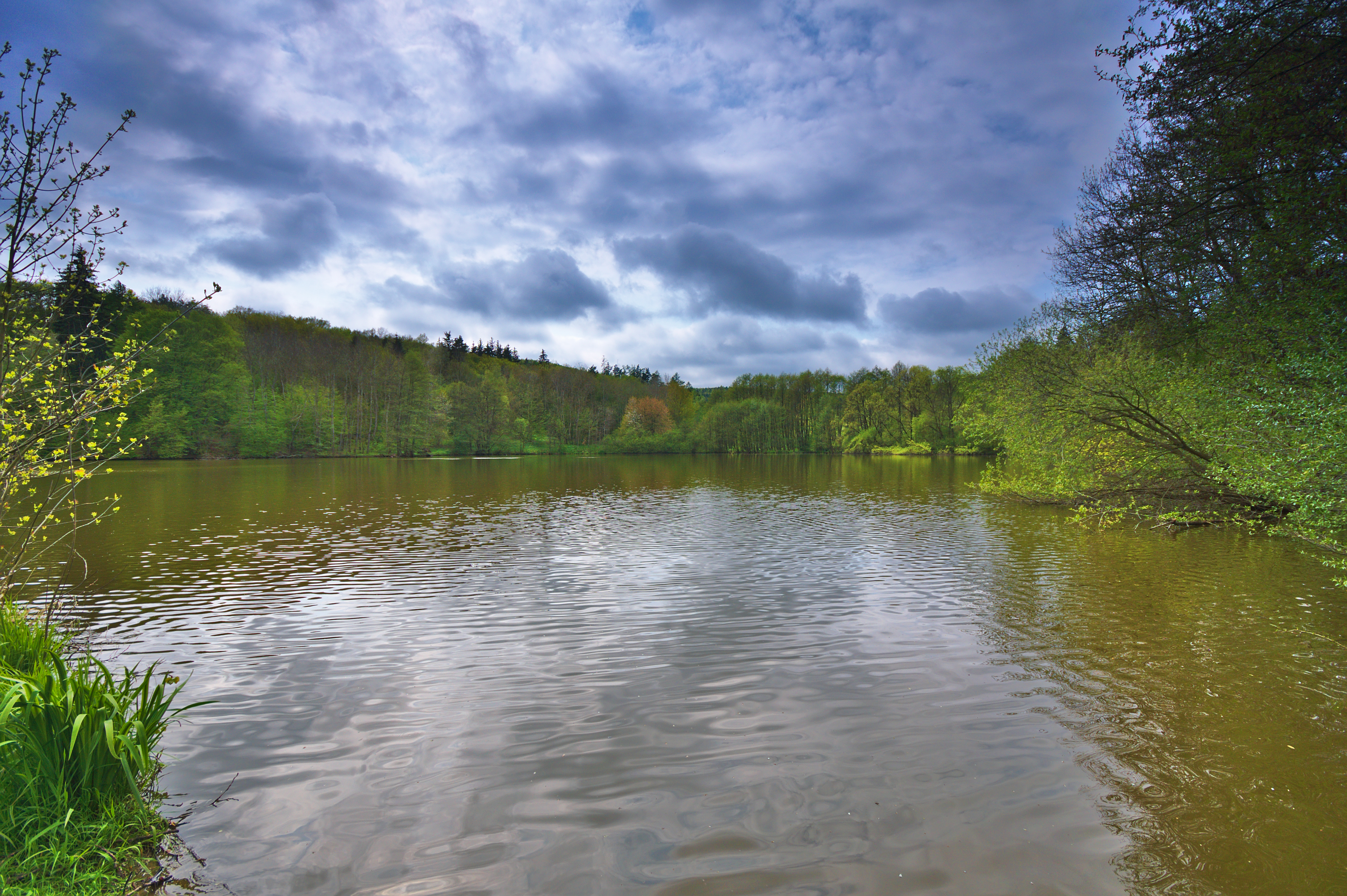
Hamerský rybník
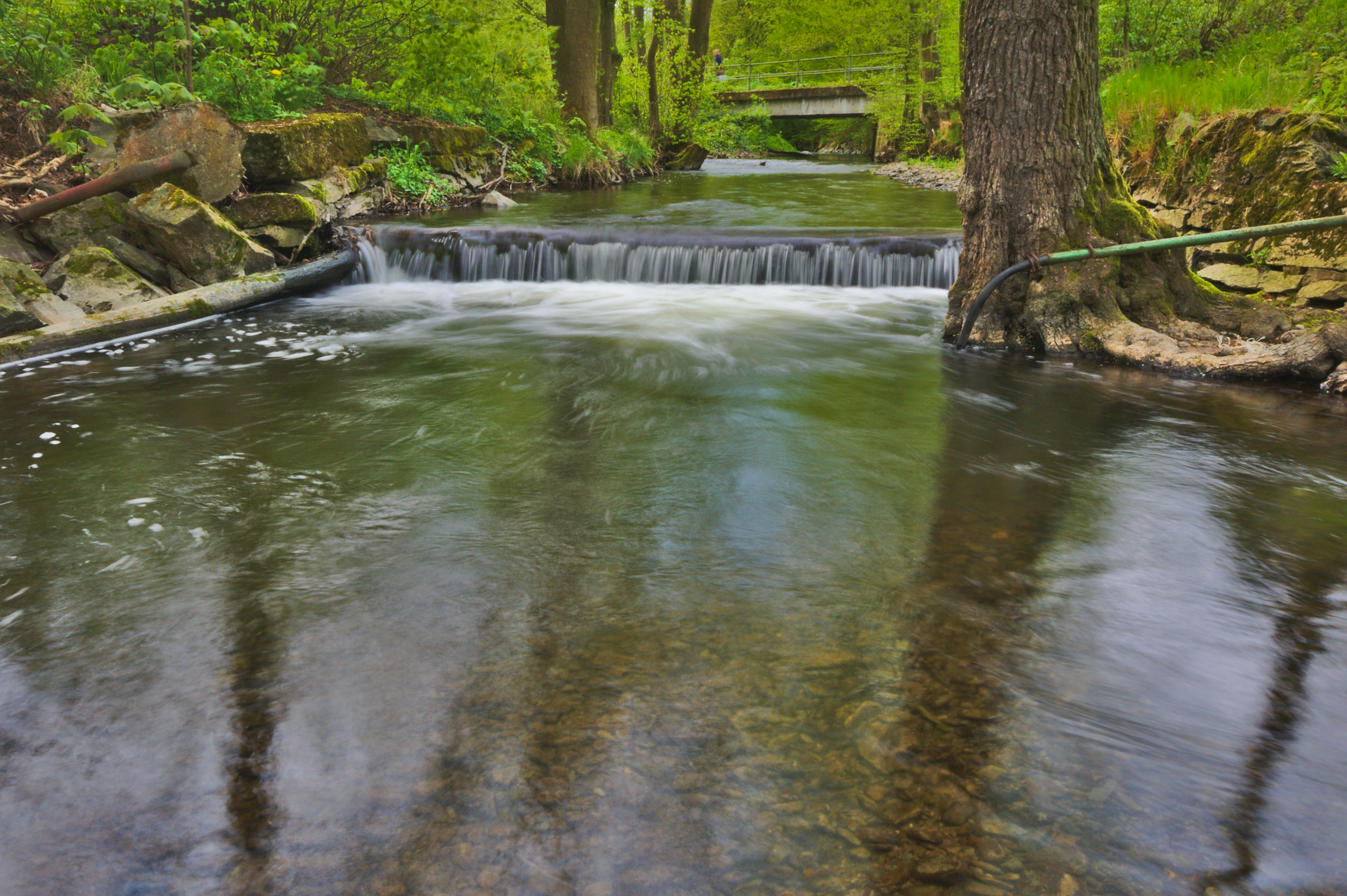
Hloučela v Hamrech
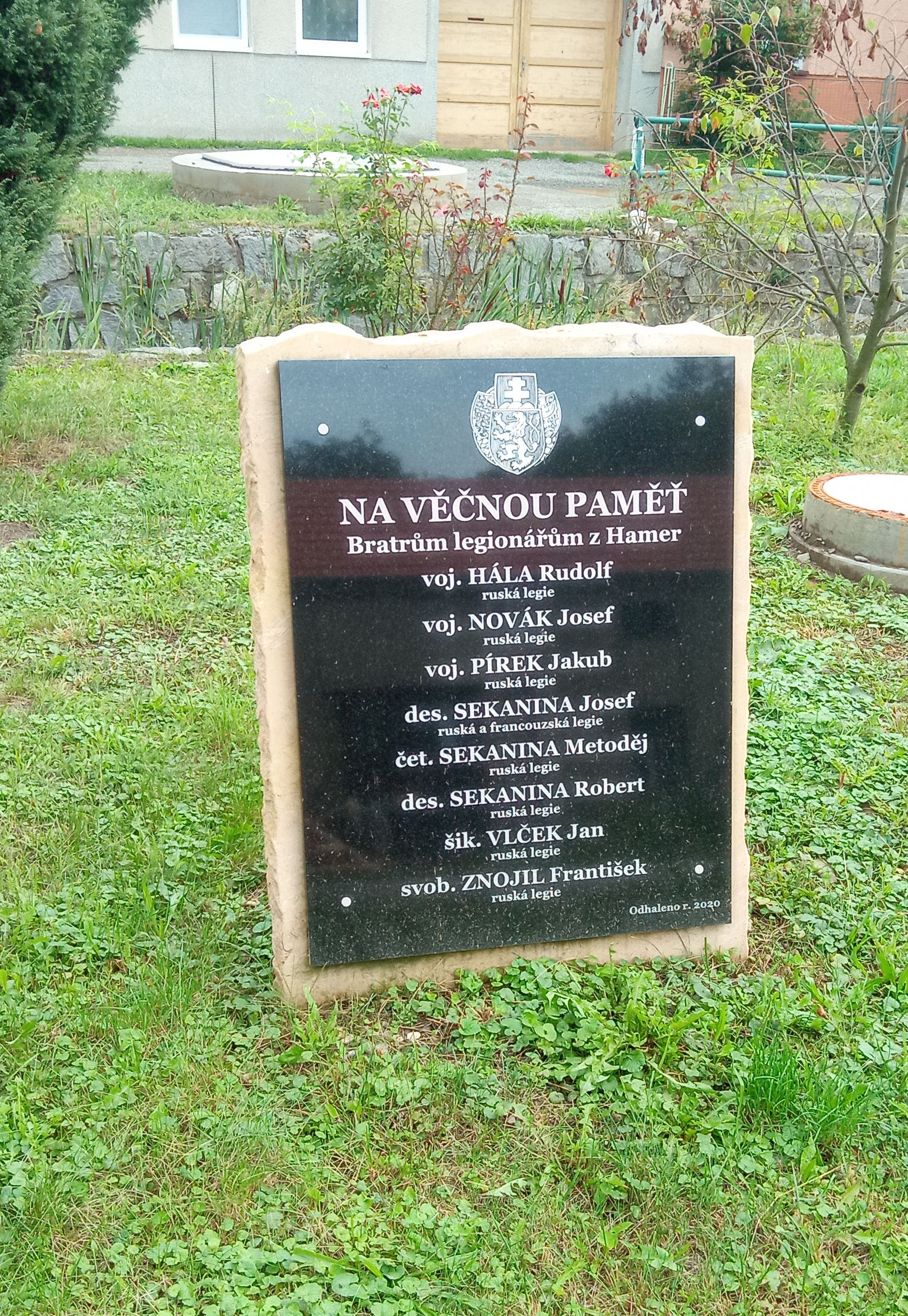
Pomník československých legionářů - rodáků z Hamer